# Proposta d'esmena sobre el treball infantil de la Constitució dels Estats Units
La proposta d'esmena sobre el treball infantil és una proposta encara pendent per esmenar la Constitució dels Estats Units que, concretament, autoritzaria el Congrés per regular el "treball de les persones menors de divuit anys". L'esmena va ser proposada el 1924 a causa dels dictàmens del Tribunal Suprem dels Estats Units dels anys 1918 i 1922 que deien que crear lleis federals per regular, o bé gravar, béns produïts per treballadors menors de 14 i 16 anys era anticonstitucional.
La majoria dels governs estatals van ratificar l'esmena a mitjans dels anys 30. Tanmateix, l'esmena no ha estat mai ratificada perquè no es va complir el requisit indicat per l'Article V de la Constitució que diu que 3⁄4 dels estats l'havien de ratificar, i cap altre estat la va ratificar després de l'any 1937. L'interès en l'esmena va decaure després de l'aprovació de la "llei per a les normes laborals justes" (Fair Labor Standards Act) de 1938, la qual va implementar un control federal del treball infantil amb l'aprovació del Tribunal Suprem el 1941.
El congrés no va posar un termini màxim per la ratificació de l'esmena, per tant l'esmena està encara pendent d'aprovació pels estats. Actualment, seria necessària la ratificació per part de deu estats més per a poder aprovar l'esmena.

## Text
El text de l'esmena sobre el treball infantil a la constitució dels Estats Units diu així:
| « | (català) Secció 1. El Congrés tindrà facultats per limitar, reglamentar i prohibir el treball de persones menors de divuit anys. Secció 2. El poder dels diversos Estats no està impedit per aquest article, llevat que el funcionament de les lleis de l'Estat se suspendrà en la mesura necessària per donar compliment a la legislació promulgada pel Congrés. | (anglès) Section 1. The Congress shall have power to limit, regulate, and prohibit the labor of persons under eighteen years of age. Section 2. The power of the several States is unimpaired by this article except that the operation of State laws shall be suspended to the extent necessary to give effect to legislation enacted by the Congress. | » |